# F. S. K.

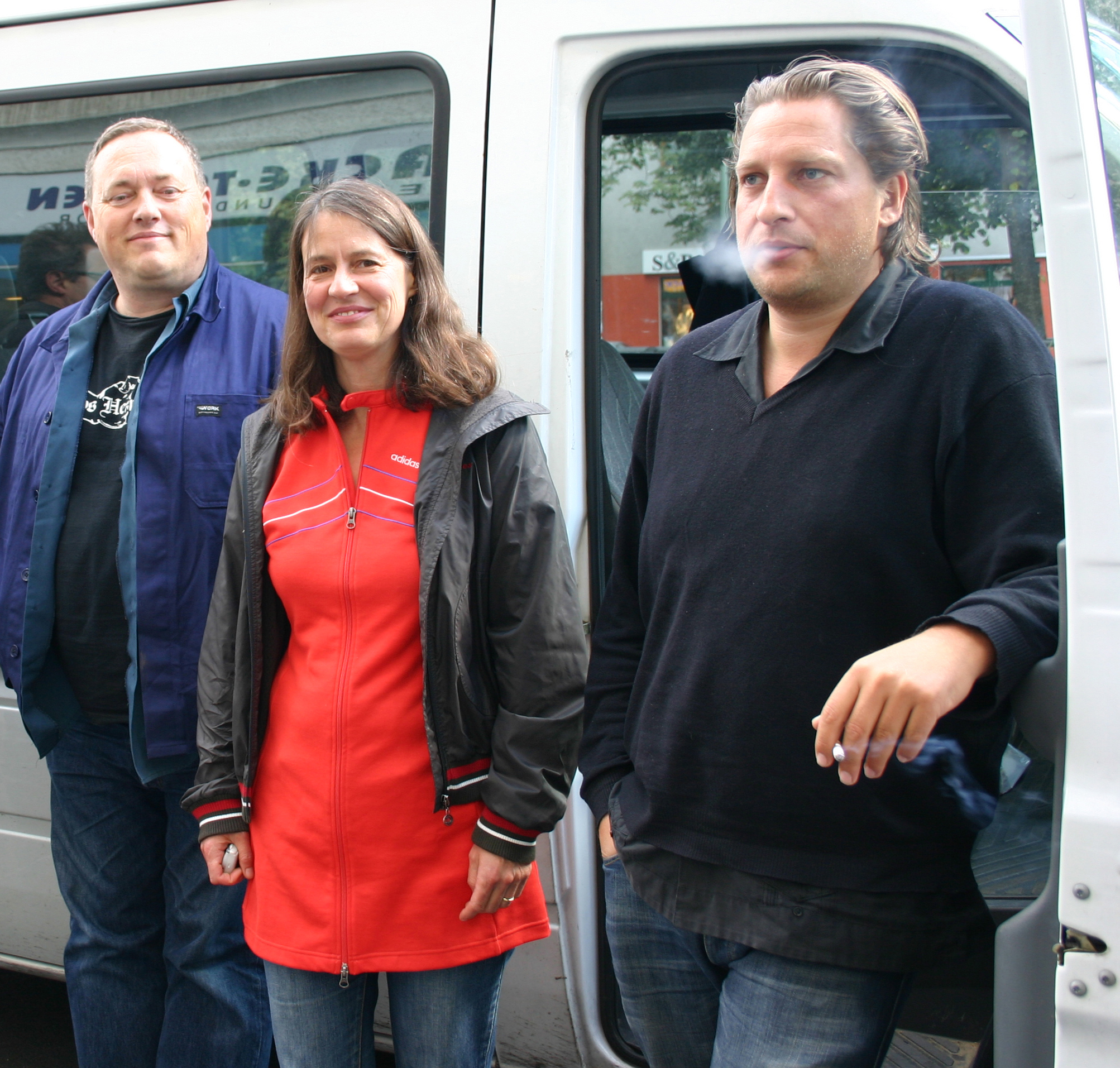
Meinecke, Melián und Oesterheld, 2005

Freiwillige Selbstkontrolle, ab 1989 kurz F. S. K., benannt nach dem 1949 gegründeten gleichnamigen Institut, ist eine deutsche Avantgarde-Band. Sie entstand 1980 in einem vom aufkommenden Punk, Neuer Deutscher Welle und New Wave geprägten Umfeld. Gegründet wurde sie in München von Thomas Meinecke, Justin Hoffmann, Michaela Melián und Wilfried Petzi. Die Band, die sich aus ästhetischen Gründen lange gegen Schlagzeuger gewehrt hatte, nahm 1990 Carl Oesterhelt als solchen auf.

## Geschichte
Die Bandmitglieder hatten sich über die Zeitschrift Mode und Verzweiflung (erschien 1978 bis 1986) kennengelernt, die sie gemeinsam herausgaben. Ihre erste EP erschien 1980 beim Hamburger Musiklabel ZickZack von Alfred Hilsberg.
Ihre ästhetischen Vorbilder reichten von Kraftwerk über Velvet Underground bis zu Roxy Music. Sie lehnten „Authentizität“ ab und interessierten sich vor allem für kulturelle Brüche. Sie verweigerten sich aus ästhetischen Gründen, die in ihrer Lesart auch politisch waren, Angeboten großer Plattenfirmen, die im Zuge der „Neuen-Deutschen-Welle“-Euphorie in den frühen 1980er Jahren auch an ungewöhnliche Bands herantraten.
Im Jahre 1985 nahm F. S. K. ihre erste Peel-Session bei der BBC auf – der noch weitere sechs folgten (die letzte kurz nach Peels Tod). F. S. K. war John Peels erklärte deutsche Lieblingsband, und auch die britische Musikpresse wie der NME zeigte in dieser Zeit reges Interesse an der Musik von F. S. K.
Ab Ende der 1980er Jahre beschäftigte sich F. S. K. verstärkt mit „elektrifiziert-gebrochener, zeitgenössischer transatlantischer Folklore“ (angeregt u. a. durch die britischen Mekons). Sie versuchte so, die Wurzeln deutscher Musik in den USA zu erforschen und nach Deutschland zu reimportieren. In dieser Zeit arbeitete sie eng mit dem Musiker und Produzenten David Lowery (Camper Van Beethoven, Cracker) zusammen, nahm ihre Alben in seinem Studio in Richmond, Virginia auf und tourte mehrfach in den USA.
Mitte der 1990er Jahre wandte sich die Band House und Techno zu. Seitdem nahm sie nur noch in den Uphon-Studios von Mario Thaler im bayerischen Weilheim auf. Jedoch geht es auch hier nicht um Imitation, sondern um die Betonung der Brüche und Dekonstruktion vorgegebener Muster. So nahm die Band die „elektronischen“ Stücke mit konventionellem Instrumentarium auf und konfrontierte unter anderem die Detroiter House-Produzenten-Legende Anthony „Shake“ Shakir mit ihrem schrulligen Material.
Thomas Meinecke arbeitet neben der Band erfolgreich als Schriftsteller, Michaela Melián ist bildende Künstlerin, Justin Hoffmann Direktor des Kunstvereins Wolfsburg und Wilfried Petzi Fotograf.

## Diskografie
als Freiwillige Selbstkontrolle:
- Freiwillige Selbstkontrolle [Herz aus Stein], 1980, ZickZack ZZ 6 (7" EP)
- Teilnehmende Beobachtung, 1981, ZickZack, ZZ 27 (7" EP)
- Stürmer, 1981, ZickZack, ZZ 80 (12" LP)
- Magic Moments, 1983, ZickZack, ZZ 155 (12" EP)
- Ça c’est le Blues, 1984, ZickZack, ZZ 2001 (12" LP)
- Goes Underground, 1985, ZickZack, ZZ 1789 (12" LP)
- Last Orders (The John Peel Session), 1985, ZickZack, ZZ 1066 (12" EP)
- Continental Breakfast, 1987, ZickZack, ZZ 2532 / Ediesta CALC LP 16 (12" LP) [Sampler 1983–1985]
- American Sector, 1987, Ediesta CALC 32 (12" EP)
- In Dixieland, 1987, ZickZack, ZZ 1987 / Ediesta CALC LP 042 (12" LP / CD) [CD enthält "Magic Moments" EP]

als F. S. K.:
- Double Peel Sessions, 1989, Strange Fruit Records SFPMA204 (12" LP / CD)
- Original Gasman Band, 1989, ZickZack, ZZ 8000 (12" LP / CD) [CD enthält "American Sector" EP]
- Budweiser Polka / Cannonball Yodel, 1990, Sub Up Records (7" Single)
- Son of Kraut, 1991, Sub Up Records, SUBLP 12 (12" LP / CD)
- The Sound of Music, 1993, Sub Up Records, subup25 (12" LP / CD)
- The German-American Octet, 1994, Return To Sender (Normal Records) RTS 8 (CD)
- Bei Alfred, 1995, ZickZack, ZZ 1995 (2xCD) [Sampler 1980–1989]
- International, 1996, Sub Up Records, subup28 (2x12" LP / CD)
- 4 Instrumentals, 1997, Disko B, db64 (12" EP)
- Tel Aviv, 1998, Sub Up Records, subup31 (12" LP / CD)
- Did You See Davidopoulos Hit That Ball (F. S. K.) / Landla (HP Falkner & Cpt. Schneider), 1999, Privatpressung (7" Single)
- X, 2000, Sub Up Records, subup34 (12" LP / CD)
- First Take Then Shake, 2004, Disko B, db123 (12" LP + 7" Single / CD)
- Freiwillige Selbstkontrolle, 2008, Buback BTT 95 (CD)
- Freiwillige Selbstkontrolle ist ein Mode & Verzweiflung Produkt, 2011, Disko B, (Best of 30 Years, 3 CD Box)
- Akt, eine Treppe hinabsteigend, 2012, Buback Tonträger
- Ein Haufen Scheiß und ein zertrümmertes Klavier, 2017, Martin Hossbach
- Topsy-Turvy, 2023, Buback Tonträger